# 普埃倫縣

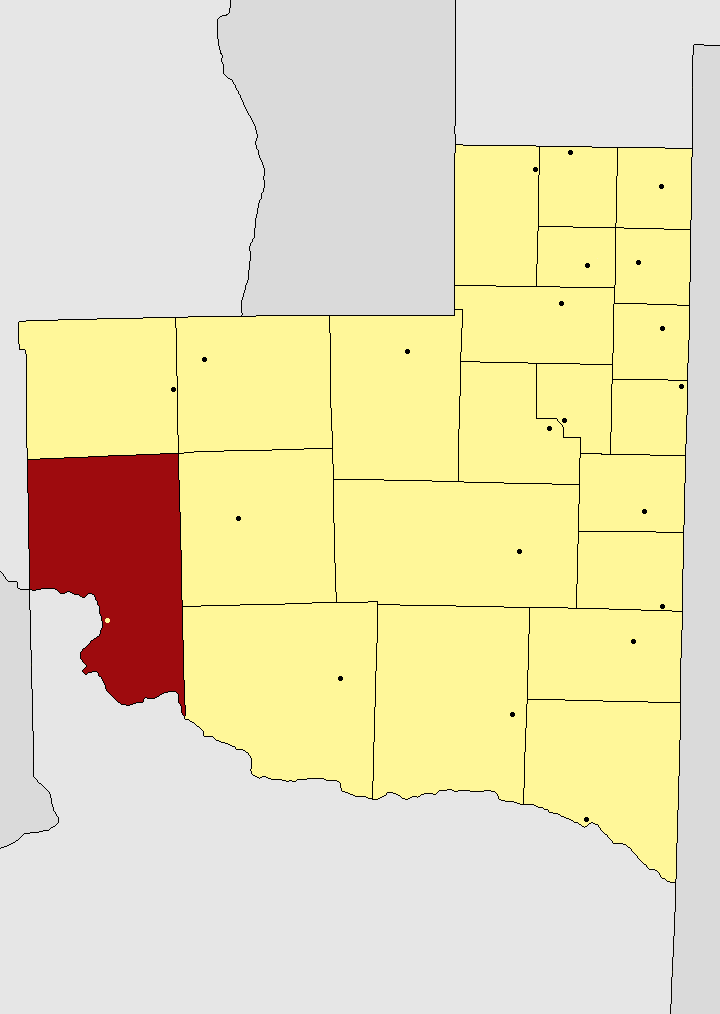

37°46′7″S 67°42′50″W / 37.76861°S 67.71389°W
普埃倫縣（西班牙語：Departamento Puelén），是阿根廷的縣份，位於該國中部拉潘帕省，首府設於五月二十五日鎮，面積13,160平方公里，2010年人口9,468，人口密度每平方公里0.7人。